# Cal Rosaret
Cal Rosaret és una obra gòtica de Passanant i Belltall (Conca de Barberà) inclosa a l'Inventari del Patrimoni Arquitectònic de Catalunya.

## Descripció
Aquesta casa de tres plantes conserva dues interessants llindes de farga gòtica en la porta d'accés i en una finestra del primer pis. L'estructura de la construcció respon a la fórmula planta-magatzem, planta noble i assecadors. Aquest darrer pis sembla haver estat construït posteriorment. Els dos primers nivells estan bastits amb pedra més o menys regular, mentre que el darrer és resolt amb reble. Cal assenyalar la presència d'un important contrafort que s'entrega en l'arrencament de la planta noble.